# Armia Alaski

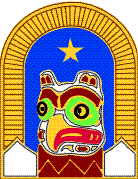

Armia Alaski (USARAK, America's Arctic Warriors) – jednostka wojskowa Stanów Zjednoczonych ulokowana w stanie Alaska, podległa Armii Pacyfiku i wchodząca w skład Dowództwa Alaski. Jednostka została utworzona w marcu 1993 z inicjatywy Departament Armii Stanów Zjednoczonych. Oddział posiada m.in. dwie brygady drużyn bojowych, brygadę lotnictwa bojowego oraz brygadę wsparcia manewrowego. Dodatkowo Armia Alaski posiada Centrum Treningowe Działań Wojennych Północy.

## Skład i struktura Armii Alaski

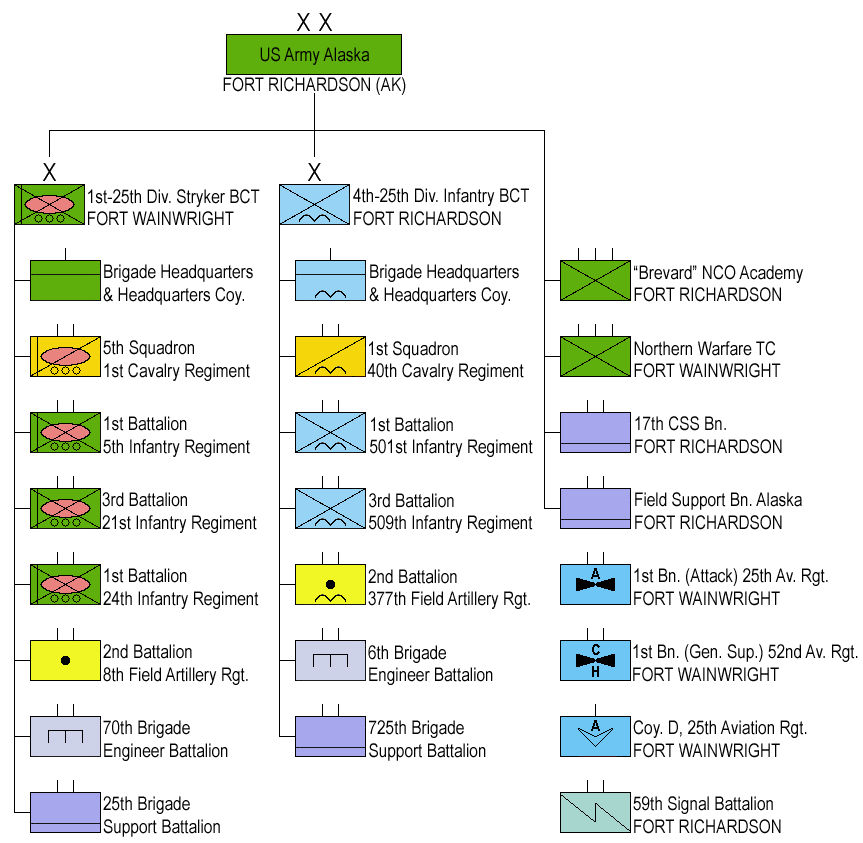
Struktura Armii Alaski

- 1 Brygada Bojowa, XXV Dywizji Piechoty (Fort Wainwright)
- 4 Lotnicza Brygada Bojowa XXV Dywizji Piechoty (Fort Richardson)
- 3 Brygada Wsparcia Manewrowego (Fort Richardson)
- 16 Brygada Lotnictwa Bojowego (Fort Wainwright)
- Centrum Treningowe Działań Wojennych Północy (Fort Wainwright)
- Akademia Podoficerska (Fort Richardson)
- 59 Batalion Łączności (Fort Richardson)
- Departament Medyczny Alaski (Fort Richardson)

W rezerwie wojskowej istnieje jeszcze Grupa Piechoty (Skauci) Gwardii Narodowej Stanów Zjednoczonych w stanie Alaska, trzy Bataliony Piechoty, Batalion Wsparcia, Kompania Inżynieryjna Rezerw Armii Stanów Zjednoczonych (B-411) oraz Szpital Rezerwy.